# 托雷-迪鲁杰罗
托雷-迪鲁杰罗（義大利語：Torre di Ruggiero），是意大利卡坦扎罗省的一个市镇。总面积24平方公里，人口1153人，人口密度48.0人/平方公里（2009年）。ISTAT代码为079148。